# Cervina
La cervina, cornicervi, peu de corb, banya de cervo o banya de bou (Plantago coronopus L. 1753) és una espècie de planta herbàcia de distribució cosmopolita.
Les seves fulles creixen en roseta basal i fan de 2-20 cm de longitud. Són de subenteres a biìnnatipartides, tenen 1-3 nervis i, generalment, uns parells de dents. Les flors són en espigues llargues i compactes. Les seves flors són tetràmeres. el fruit és un pixidi petit amb unes 6 llavors de colors bruts. Floreix de maig a juliol. Coronopus, el seu nom en llatí va ser aplicat per Plini el Vell en Naturalis Historia (XXI, 99), amb el significat de «peu de corb» (derivat del grec korone, «corb» i pous, «peu», fent referència a la forma digitada de les fulles).

## Hàbitat i distribució
És nativa des d'Europa septentrional fins al Paquistan, incloent el Nord d'Àfrica. Ha estat introduïda a Australàsia i Amèrica del Nord.

Viu en terrenys sense cultivar, fins i tot en els un poc salins.

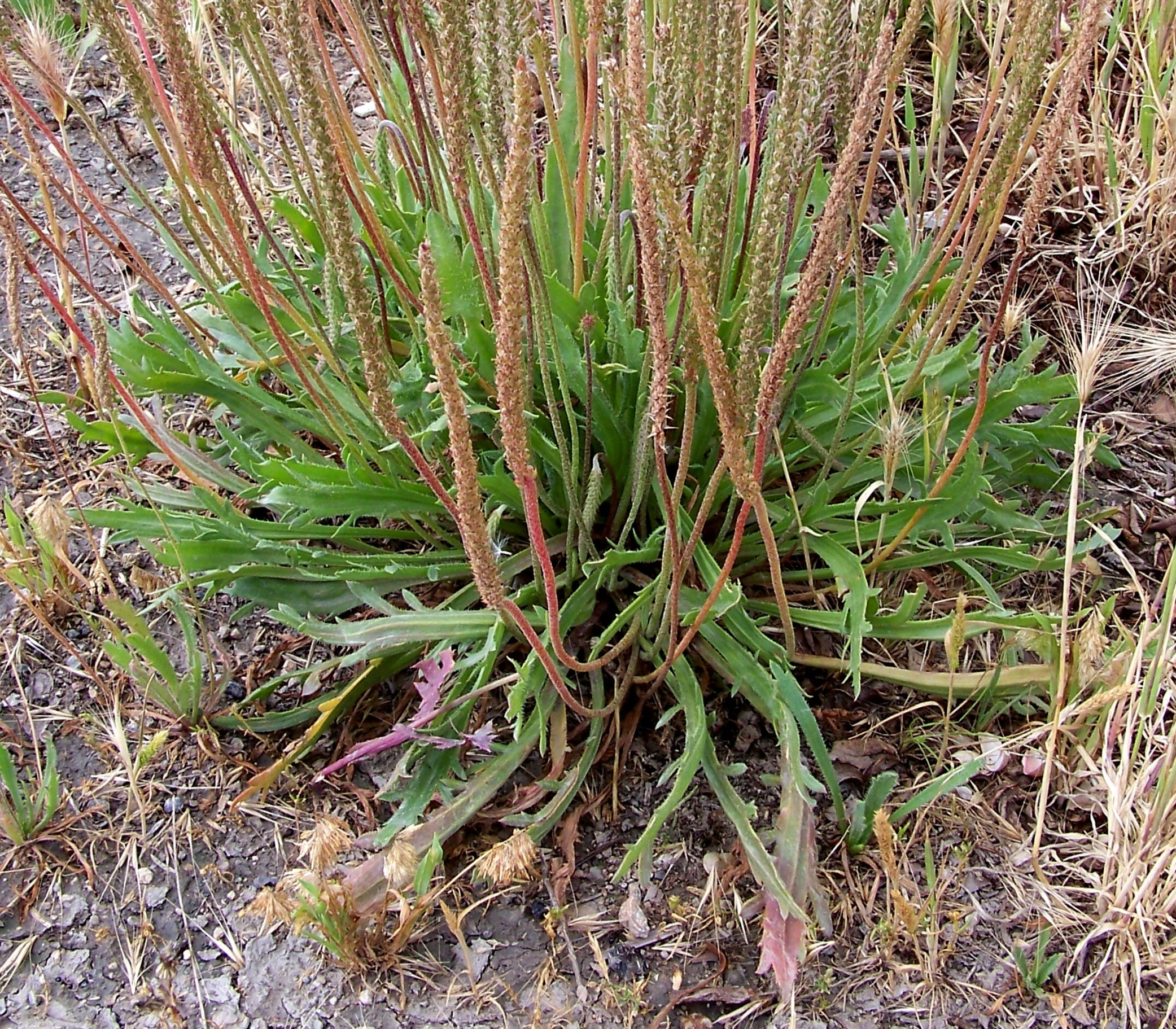
Roseta basal i espigues

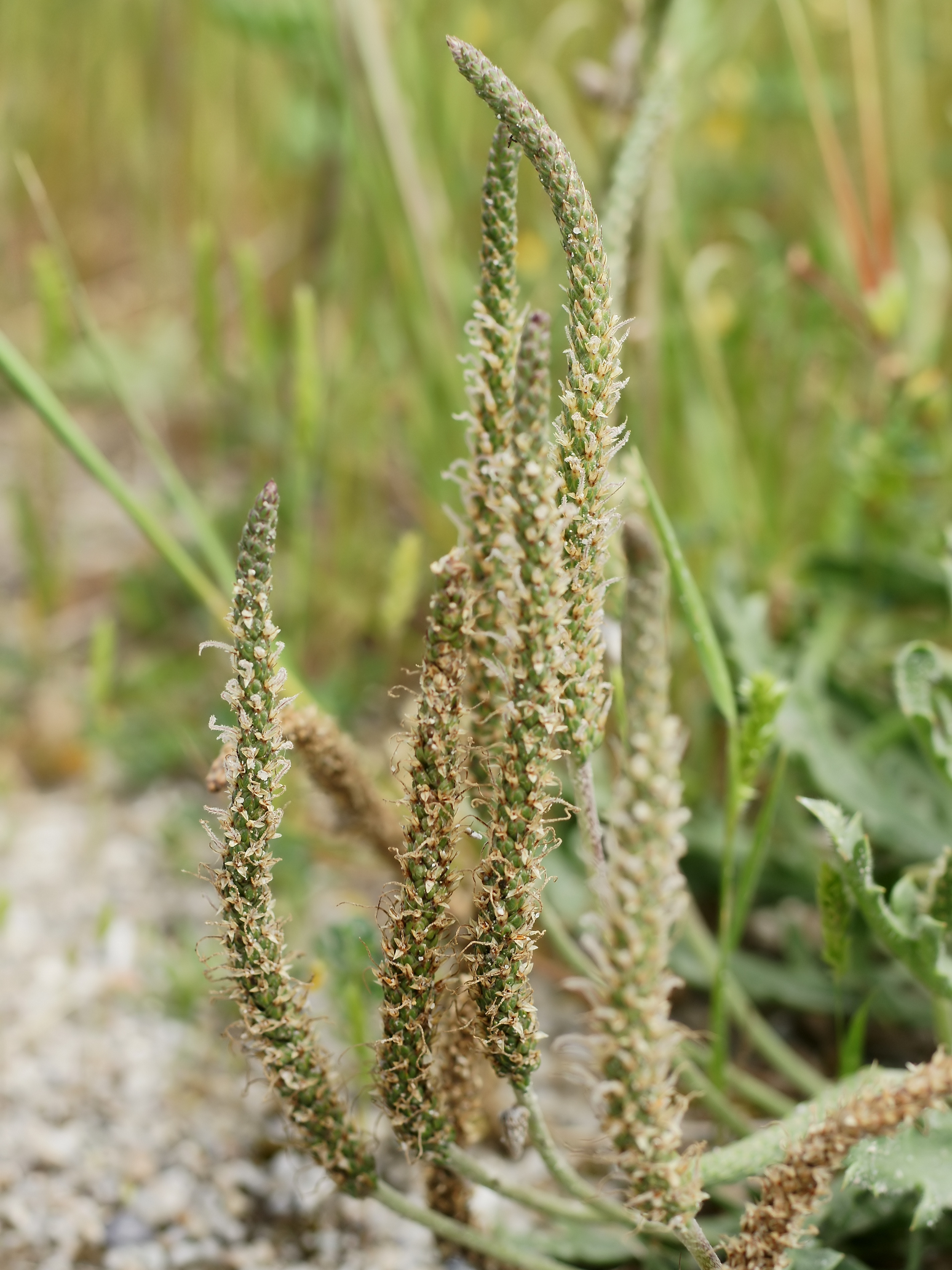
Inflorescències (espigues), en detall

## Propietats
- Es considera notablement diürètica.[6]

## Sinònims
- Plantago coronopus subsp. coronopus L., Sp. Pl., I: 115-12 (1753)
- Plantago ceratophylla Hoffmanns. i Link Fl. Portug. 1: 431, pl. 74 (1813-1820)
- Plantago columnae Gouan, Ill. Observ. Bot. 6 (1773)
- Plantago commutata Guss., Fl. Sicul. Prodr. Suppl. 46 (1832)
- Plantago laciniata Willk. in Bot. Zeitung (Berlin) 6: 413 (1848)
- Plantago macrorhiza subsp. occidentalis Pilg. in Repert. Spec. Nov. Regni Veg. 28: 310 (1930)
- Plantago macrorhiza subsp. purpurascens Willk. ex Nyman, Consp. Fl. Eur. 617 (1881)
- Plantago majoricensis Willk., Ill. Fl. Hispan. 1: 4, tab. 4a (1881)
- Plantago maxonnoi Germà Sennen, Diagn. Nouv. 114 (1936)
- Plantago purpurascens Willk. in Oesterr. Bot. Z. 25: 110 (1875), nom. illeg., non Rapin
- Plantago serraria var. laciniata (Willk.) Pau in Mem. Mus. Ci. Nat. Barcelona, Ser. Bot. 1(1): 67 (1922)
- Plantago tenuis Hoffmanns. & Link, Fl. Portug. 1: 426 (1813-1820)
- Plantago weldenii subsp. purpurascens (Willk. ex Nyman) Greuter i Burdet in Willdenowia 12: 199 (1982)
- Plantago weldenii Rchb., Fl. Germ. Excurs. 396 (1831-1832)